# Баакуба
Бааку́ба (араб. بعقوبة от арам. Bet Yaqub — дом Якова.) — місто в Іраці, є центром мухафази Діяла.
Розташоване за 50 км на північний схід від Багдаду, знаходиться на річці Діяла. Станом на 2008 рік населення міста становило 411,867 осіб.
Місто пов'язане залізницею з Багдадом.
В до ісламські часи місто було одним з місцевих центрів сільського господарства і торгівлі. Служило як проміжна станція між Багдадом і Хорасаном на середньовічному Шовкового Шляху. Під час халіфату Аббасидів місто було відоме своїми фініками і фруктовими садами.
В даний час відомий як центр вирощування апельсинів.

## Історія

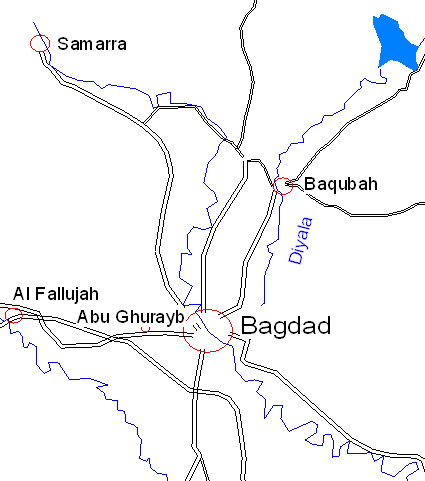
Карта із зображенням Баакуби і Багдаду

Місто було використане як табори для ассирійських біженців, що рятуються від геноциду. Табір біженців був створений за межами міста і вміщував від 40000 до 50000 чоловік.
В ході інтервенція США в Ірак, Баакуба стала місцем важких боїв з партизанами, поряд з сунітськими анклавами Фаллуджа і Рамаді.